# Life (pel·lícula de 2017)
Life és una pel·lícula del 2017 de terror i ciència-ficció estatunidenca dirigida per Daniel Espinosa, escrita per Rhett Reese i Paul Wernick, i protagonitzada per Jake Gyllenhaal, Rebecca Ferguson i Ryan Reynolds. La pel·lícula segueix la història d'una tripulació de sis membres de l'Estació Espacial Internacional que fan un descobriment que inicialment sembla la primera evidència de vida a Mart; tanmateix, la tripulació troba que la seva descoberta podria no ser el que sembla.
La pel·lícula es va estrenar el 18 de març de 2017, i va ser estrenada als cinemes dels Estats Units el 24 de març de 2017, per Columbia Pictures. Va recaptar uns ingressos de 99 milions de dòlars a tot el món.

## Trama
Els sis membres de la tripulació de l'Estació Espacial Internacional (ISS) capturen una sonda que tornava de Mart amb una mostra del sòl que podria contenir evidències de vida extraterrestre. L'exobiòleg Hugh Derry reviu una cèl·lula inactiva de la mostra, i ràpidament es converteix en un organisme multicel·lular que els nens de l'escola estatunidenca anomenen "Calvin". Després d'un accident atmosfèric al laboratori, Calvin es torna inactiu. Hugh rescata a Calvin amb suaus xocs elèctrics, però Calvin immediatament es torna hostil i ataca a Hugh, aixafant-li la mà. Mentre que Hugh es troba inconscient per l'atac de Calvin, Calvin utilitza el desfibril·lador de Hugh per a escapar d'on és tancat. Ara lliure a la sala de laboratori, Calvin devora una rata de laboratori absorbint-la i creixent en grandària. L'enginyer Rory Adams aprofita l'oportunitat i entra a l'habitació a rescatar el Hugh. No obstant això, Calvin es fica a la cama de Rory i el metge David Jordan tanca Rory a la sala per a així mantenir Calvin reclòs. Després que Rory ataqués sense èxit a Calvin amb un llançaflames, Calvin entra a la seva boca, matant-lo i devorant els seus òrgans des de dins. Emergint de la boca de Rory encara més gran, Calvin escapa a través d'un respirador. Hugh teoritza que la falta d'aire transpirable a Mart és el que va mantenir l'organisme inactiu.
En trobar la seva comunicació amb la Terra tallada, a causa del sobreescalfament dels sistemes de comunicació, el comandant de missió Ekaterina Golovkina realitza una caminada a l'espai per reparar el sobreescalfament. Calvin, després d'haver violat els sistemes de refrigeració, l'ataca fora de l'ISS, trencant el sistema de refrigeració de la seva espacial en el procés, causant que el líquid tòxic ompli el casc. Ella lluita per tornar a l'ISS, però s'adona que Calvin també podrà tornar a entrar a l'estació espacial. Es nega a obrir l'aire per demanar ajuda, mantenint a Calvin fora de l'estació, però causant-li que s'ofegui en el seu vehicle espacial.
Calvin intenta entrar a l'estació a través dels propulsors. La tripulació intenta utilitzar els propulsors per llançar Calvin a l'espai profund, però el seu intent fracassa i l'estació perd massa combustible. L'ISS entra en una òrbita decadent, el que eventualment farà que l'estació es cremi en l'atmosfera de la Terra. El pilot Sho Murakami informa a la tripulació que necessiten utilitzar el combustible restant per tornar a una òrbita segura, però l'intent permetria tornar a entrar a l'estació de Calvin. Després, la tripulació planeja fer dormir a Calvin tancant-se en un sol mòdul i ventant l'atmosfera de la resta de l'estació.
Quan Hugh entra en parada cardíaca, la tripulació s'adona que Calvin s'havia unit a la cama de Hugh i s'alimentava d'ell. Després d'haver-se convertit en una criatura tentacle més gran, Calvin ataca la resta de la tripulació. Sho s'amaga a l'interior d'una beina per dormir mentre Calvin intenta trencar el vidre i arribar-hi. David i l'oficial de quarantena Miranda North usen el cadàver de Hugh com esquer per atraure a Calvin fora de Sho i atrapar-lo en un mòdul per privar-ho d'oxigen.
Després d'haver rebut una trucada de socors abans del dany al sistema de comunicació ISS, la Terra envia una càpsula Soiuz com a pla de seguretat per frenar l'emissora a l'espai profund. La càpsula topa amb l'estació i comença a empènyer-la cap a l'espai profund. Creient que es tracta d'un rescat, Sho deixa la seva beina i s'afanya a bord del vaixell que arriba, obligant a obrir l'escotilla de la càpsula. Una vegada fet, Calvin l'ataca i la tripulació de Soyuz. La tripulació de l'ISS intenta salvar a Sho, però la trobada provoca una fallada d'ancoratge que fa que la càpsula es desconnecti i es col·loqui a l'ISS. David i Miranda, els únics supervivents, s'adonen que l'incident els ha tornat a introduir en una òrbita decadent. Conscient que Calvin va poder sobreviure a la reentrada, David recorda dues beines d'escapament, planejant atraure a Calvin en una sola espiga i projectar-la cap a l'espai profund, permetent que Miranda escapés a la Terra en l'altra.
David condueix Calvin a la seva beina i llança a l'espai quan Miranda llança la seva. Una de les beines colpeja els residus i es deixa fora del camp. Calvin ataca a David mentre lluita per enviar la seva beina a l'espai profund. La plataforma terrestre realitza una reentrada controlada i aterra a l'oceà prop d'un vaixell amb dos pescadors. A mesura que s'apropen a la càpsula i es veuen a dins, es revela que és David, que es troba encaixat en una substància similar a una xarxa. Mentrestant, el sistema de navegació de Miranda falla i la seva beina és enviada a l'espai profund. David, encara viu, intenta avisar els pescadors que no intentin rescatar-los. Els pescadors obren la porta de les botes mentre arriben altres dos vaixells de pesca.

## Crítica
Al web Rotten Tomatoes la pel·lícula té un índex d'aprovació del 68% basat en 197 crítiques, amb un índex mitjà de 5.8/10. El consens crític del lloc diu Life només està emocionant, bé-actuat, i capably va filmar prou per vèncer una incapacitat global per afegir arrugues noves a l'atrapat-gènere dins espacial." En Metacritic la pel·lícula té una puntuació de 54 sobre 100, basada en 44 crítiques, indicant "opinions de tots els tipus". El públic enquestat per CinemaScore la nit de l'estrena va donar a la pel·lícula una nota mitjana de "C+".